# الكواودة (لعبادلة)
الكواودة هو دُوَّار يقع بجماعة سيدي يحيى زعير، عمالة الصخيرات تمارة، جهة الرباط سلا القنيطرة في المملكة المغربية. ينتمي الدوّار لمشيخة لعبادلة التي تضم 5 دواوير. يقدر عدد سكانه بـ 1218 نسمة حسب الإحصاء الرسمي للسكان والسكنى لسنة 2004.

## روابط خارجية
- البوابة الوطنية للجماعات الترابية
- المندوبية السامية للتخطيط